# Al-Ghashiya

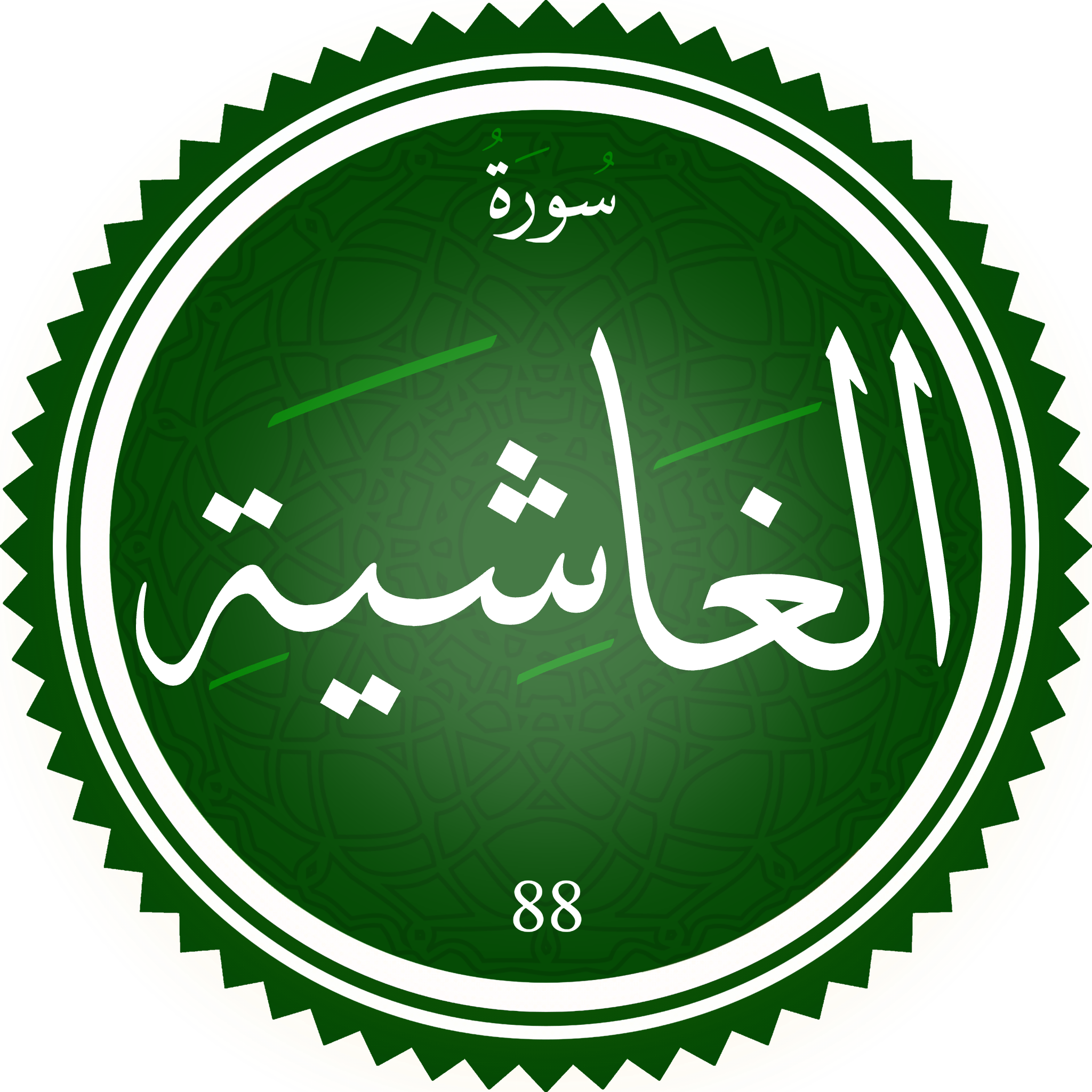
Sura al-Ghashiya.

Al-Ghāshiya (arabiska: الغاشية, Sūrat ul-Ġāšiyä, "Det som skall överskugga allt") är den åttioåttonde suran i Koranen med 26 verser (ayah). Suran handlar om paradiset (Jannah), helvetet (Jahannam) och skapelsens mirakel av Allah.
Liksom många andra suror i Koranen vänder sig Al-Ghāshiya med sitt budskap till mänsklighetens rädslor och hopp med löften och hot. Koranens karaktäristiska avskräckningsmedel anses leda människorna till att förstå och harmonisera dess läror. Namnet Al-Ghāshiya syftar till räkenskapens dag och fokuserar mer på ansiktena som kommer att få uppleva det snarare än på den apokalyptiska kosmiska händelsen. I den tredje passagen bjuder den gudomliga rösten in mänskligheten att observera och reflektera över universum och varelserna det rymmer. Den gudomliga rösten instruerar sedan Muhammed att verka som en påminnare för människorna, då dessa till sin natur är glömska och av vana upptagna av sina världsliga intressen. Människorna ställs också ansvariga för sina egna beslut.